# Minuteman Project
Le Minuteman Project (Projet Minuteman) (MMP) est une organisation d’auto-justice créée par Jim Gilchrist et Chris Simcox en août 2004 aux États-Unis pour surveiller la frontière américano-mexicaine contre les arrivées d’immigrants illégaux. Le nom dérive des Minutemen, miliciens actifs durant la révolution américaine. Le Minuteman Projet se décrit lui-même comme « des citoyens surveillant le voisinage sur notre frontière », et a attiré l’attention des médias sur l’immigration illégale.
En plus de surveiller la frontière, le projet a créé un comité d’action politique de lobbying pour obtenir des parlementaires un soutien actif à l’application des lois sur l’immigration et les questions de sécurité frontalière. Les membres considèrent que le gouvernement a échoué à protéger le pays contre une invasion extérieure. Ils appuient fortement la construction d’un mur et la mise en place de patrouilles plus nombreuses ou l’intervention de l’armée pour freiner la libre circulation à travers la frontière. Près de la moitié des membres s’opposent vigoureusement à l’amnistie voulue par Barack Obama et au programme des travailleurs invités, et un très grand nombre s’oppose à l’envoi de fonds au Mexique pour améliorer les infrastructures de ce pays.

## L’histoire

### La première surveillance de la frontière
Au début de 2005, Gilchrist et Simcox rallient plus de 1 200 bénévoles pour réaliser la première mission de surveillance de la frontière. Pendant un mois, les volontaires ont gardé 37 km de frontière entre l’Arizona et le Mexique, comptant le nombre de migrants présents, rapportant leur présence aux autorités, et en les faisant fuir en coupant leur point de passage. De nombreux membres qui venaient du département voisin de l’Utah se joignent ensuite à des groupes locaux pour former l’Utah Minuteman Project (UMP) qui a sensibilisé le public au sujet de la « menace de l’immigration » à travers les médias et les débats publics.

### L’incident du tee-shirt
Le 6 avril 2005, trois membres du Minuteman Projet convainquent un homme de 25 ans de tenir un tee-shirt pour poser pour une photo et une vidéo avec l’un des bénévoles. Sur le tee-shirt, que porte également l’un des volontaires, Bryan Barton, il est possible de lire « Bryan Barton m’a pris en train de franchir la frontière et tout ce que j’avais était ce tee‑shirt moche » ( « Bryan Barton caught me crossing the border and all I got was this lousy T‑shirt ».) 
Le volontaire avait abordé le jeune homme près d’une route hors de sa zone de surveillance. Il contacte alors l’organisme de surveillance office de la frontière, l’US Border Patrol. Il donne 20 $ à l’homme alors que la patrouille de l’US Border Patrol arrive pour conduire l’homme en garde à vue. Après cet incident, une enquête menée par le bureau du shérif du comté de Cochise conclut que Bryan Barton n’a violé aucune loi. L’US Border Patrol et le consul mexicain conviennent également qu’aucun délit ou crime n’a été commis. 
L’Union américaine pour les libertés civiles (UACL) publie un communiqué de presse concernant cet incident. Après cela, Bryan Barton se présente aux élections du district de San Diego et se sert de la vidéo de l’incident son site de campagne.

### L’incident de Garden Grove
Le 25 mai 2005, James Gilchrist tient une conférence à Garden Grove, en Californie, devant la California Coalition for Immigration Reform au Garden Grove Women’s Club. Hal Netkin, un volontaire du Minuteman Project, se rend à l’événement. Sa voiture est cernée par des manifestants à son arrivée, secouée et  cognée. Le lieutenant de police de Garden Grove Mike Handfield déclare que quelques-uns des 300 manifestants n’étaient « pas là pour protester mais pour commettre des actes criminels » et qu’une « petite partie de ces gens étaient des fauteurs de troubles ayant des sacs à dos rempli de canettes de soda qu’ils lançaient ainsi que des canettes remplies de billes qu’ils jetaient ». Le lieutenant Handfield a déclaré : « nous avons déterminé qu’il était raisonnable pour lui de poursuivre son chemin » à travers la foule qui entourait sa voiture. Deux personnes qui se tenaient devant la voiture de Hal Netkin tombent alors que le véhicule progresse et doivent être conduites à l’hôpital. La police déclare le rassemblement illégal. « Il était devenu hors de contrôle à cause des manifestants violents », précise le lieutenant Handfield.
Jan Tucker, qui accompagnait les responsables locaux et nationaux de la Ligue of United Latin American Citizen contre la conférence, a affirmé que la foule à l’extérieur du bâtiment était pacifique.

### L’arrêt de l’aide aux immigrants illégaux à la frontière
En janvier 2006, les actions des Minutemen de Californie contribue à mettre un terme à un programme parrainé par l’association Humane Border et le gouvernement du Mexique devant fournir plus de 70 000 cartes fournies aux migrants pénétrant de manière illégale aux États-unis. Selon ses promoteurs, les cartes n’étaient pas conçues pour encourager l’entrée illégale dans le pays, mais étaient plutôt destinées à réduire les décès et les blessures en donnant la position des points d’eau, des émetteurs de secours et des décès enregistrés. Cependant, Miguel Angel Paredes, porte-parole pour le Mexique de la National Human Rights Commission déclare : « ce serait quasiment comme signaler aux Minutemen où les migrants vont se trouver » et, en conséquence, il faudrait « réfléchir à nouveau, de sorte que nous ne les conduirions pas vers les groupes qui attaquent les migrants ».

### L’incident de l’université de Columbia
Le 4 octobre 2006, environ quarante étudiants et manifestants attaquent la scène du Alfred Lerner Hall lors d’une présentation du Minuteman Project à l’Université de Columbia à New York, où les membres du conseil Marvin Stewart et Jim Gilchrist avaient été invités à prendre la parole. Les manifestants montent sur la scène avec une banderole jaune en direction de Marvin Stewart et perturbent la présentation en excitant la foule qui acclame les manifestants et secouent le système de sonorisation. Les manifestants se rassemblent ensuite devant les portes de l’Université de Columbia et continuent à protester. Le rassemblement est interrompu par des agents de sécurité.
L’événement engendre un débat public à Columbia sur la liberté de la parole et la transparence du processus conduisant à l’invitation d’orateurs controversés. Le président de l’université de Columbia Lee Bollinger déclare dans un courriel diffusé à tout le campus que « personne ne devrait avoir le droit ni le pouvoir d’utiliser le prétexte de la protestation pour réduire au silence des orateurs ». L’événement a été couvert par plusieurs médias. Neil Cavuto de Fox News a interviewé Stewart, un Afro-Américain qui annonçait vouloir poursuivre pour crime de haine l’université de Columbia pour des insultes raciales qu’il affirme avoir enduré au cours des 55 minutes de discours[réf. nécessaire]. Bien qu’aucune insulte raciale ne peut être entendue dans la vidéo de l’événement, on entend les protestataires appeler les orateurs  « racistes », « assassins », et, plus tard, scander « racistes, fascistes, partez ! ».

### La vidéo d’un faux meurtre en août 2007
En août 2007, le Southern Poverty Law Center signale l’existence de deux vidéos semblant montrer le meurtre d’un immigré illégal le long de la frontière entre le Mexique et la Californie par deux Minutemen. Ces vidéos sont apparues brièvement sur YouTube avant d’être supprimées. Dans cette vidéo, un personnage est filmé en vision nocturne avant d’être abattu tandis que deux personnes échangent des commentaires obscènes pour exprimer leur satisfaction pour ce prétendu meurtre.
Quelques jours plus tard, les représentants du Minuteman Project avancent, face aux caméras d’une chaîne de San Diego, que les vidéos ont été réalisées par des membres du groupe Moutain Minutemene et qu’elles sont truquées. Robert « Little Dog » Crooks, qui admet avoir fabriqué la vidéo, déclare : « nous sommes de vieux hommes et nous nous ennuyons » et affirme avoir créé cette vidéo pour exprimer son opinion politique sur le projet de loi sur l’immigration alors débattu. Le dirigeant du Minuteman Project Jim Gilchrist a plus tard interdit toute coopération de membres de son groupe avec le groupe Moutain Minutemen.

## Soutien
Le 28 avril 2005, Arnold Schwarzenegger, alors gouverneur de Californie, salue le Minuteman Projet lors d’un entretien au John and Ken Show sur la radio de Los Angeles KFI, disant que le groupe fait « un travail formidable ». Il réitère ses commentaires favorables le jour suivant, précisant que les Minutemen seraient les bienvenus pour patrouiller à la frontière entre la Californie et le Mexique.
Parmi les autres soutiens du groupe figurent le Council of Conservative Citizen, les animateurs de radio Sean Hannity et Michael Savage, l’animateur radio du Tennessee James Edwards et le militant de Virginie Mark Hopkins.
Des débats durant l’élection présidentielle de 2016 aux États-Unis concernant la construction d’un mur et la déportation de masse des migrants illégaux s’inscrivent directement dans les objectifs du projet. Jim Gilchrist déclare qu’il estime que ses objectifs ont été réaffirmés et accomplis concernant la prise de conscience généralisée sur les questions d’immigration. Il a d’abord soutenu pour la présidence Ted Cruz, qui critiquait ouvertement les politiques d’amnistie de Barack Obama  et a été un opposant constant à Obama concernant la réforme de l’immigration.

## Opposants
Le projet a suscité la controverse, lui valant les critiques de l’ancien président mexicain Vicente Fox et de l’ancien président des États-unis George W. Bush, qui a fait part de son aversion pour les projets de vigilantisme frontaliers[réf. nécessaire]. En 2005, James Gilchrist déclare qu’il lui a été rapporté que l’organisation criminelle MS13 avait « donné des ordres pour donner une leçon » aux minutemen.
Le Minuteman Projet et ses chapitres ont été décrits comme nativistes extrêmes par le Southern Poverty Law Center, et l’Anti-Defamation League a observé que des néo-nazis et des groupes prônant la suprématie de la race blanche ont fait campagne à côté d’eux. L’ADL affirme qu’un contact officiel entre ces groupes a été établi.
En décembre 2005, James Chase confie la direction des California Minutemen (CMM) et de la Border Watch Federation (BWF) à son fils, Mike Chase[réf. nécessaire]. Les recrues, les actions et l’influence des California Minutemen continue à croître et le North County Times dénonce les rencontres de Mike Chase avec le comité de pilotage politique du sénateur de Californie Bill Morrow en campagne pour le 50e district du congrès, siège laissé vacant par Randy « Duke » Cunningham[réf. nécessaire].
Dans un entretien accordé en juin 2008 à l’ OC Register, Jim Gilchrist déclare : « Suis-je heureux de ce qu’est devenu l’ensemble de ce mouvement ? Je suis très, très triste, très déçu ». Il ajoute : « Il y a toutes sortes d’organisations qui ont donné naissance au Minuteman Projet et je dois dire que certaines personnes qui sont entrées dans ce mouvement ont de mauvaises intentions… Je l’ai constaté, après quatre ans de ce mouvement.. Je pourrais très bien avoir lutté pour les gens avec moins de caractère et moins d’intégrité que les « fanatiques de l’ouverture des frontières » contre lesquels j’ai lutté » conclut Gilchrist. « Et c’est un grand acte d’accusation pour quelque chose que j’ai créé ».

## Les conflits internes
Des membres d’un conseil consultatif du Minuteman Project, Inc. prennent le contrôle du compte en banque de l’organisation et, au moins temporairement, du site web principal du projet. Jim Gilchrist dépose une action en justice dans le comté d’Orange (Californie) à l’encontre de trois membres de ce groupe qui affirment être membres du conseil d’administration : Marvin Stewart, Deborah Courtney et Barbara Coe. 
Stewart, Courtney et Coe affirment qu’ils constituent le conseil d’administration du Minuteman Project, Inc. et limogent Gilchrist pour de multiples raisons. Gilchrist limoge Stewart et Courtney. Plutôt que d’accepter leur limogeage, Stewart et Courtney déposent auprès du secrétaire d’État du Delaware des papiers pour confirmer qu’ils forment le conseil d’administration et dirigent la société.
Stewart et Courtney sont défendeurs dans une action intentée par le Minuteman Project. Les anciens volontaires manquent tellement  d’argent pour se payer des avocat qu’ils doivent assurer eux-mêmes leur défense. Le procès commence le 4 janvier 2010. Le 5 février 2010, le juge Wilkinson publie une déclaration de prise de décision légale selon laquelle Stewart et Courtney ont été licenciés légalement du Minuteman Project, Inc. le 2 février 2007. La réunion de février avait été correctement organisée, le but spécifique de la réunion (le limogeage de Courtney, Coe et Stewart) était précisé, et Courtney, Coe et Stewart ont assisté à la réunion. La cour a déclaré que les autres réunions organisées par les trois opposants visant à licencier d’autres membres du conseil n’étaient pas légales car ils n’avaient pas annoncé ces réunion, que le quorum n’avait pas été atteint et du fait de leur absence d’autorité pour convoquer ces réunions. Lors de cette réunion, Barbara Coe a démissionné de son poste (en donnant sa démission de la MMP, Inc. à Jim Gilchrist, son président) et Stewart et Courtney ont été licenciés. Juge Wilkinson a déclaré que les deux accusés ont été limogés de plein droit du conseil d’administration de la MMP le 2 février 2007, et qu’« en aucun cas » ils n’étaient membres du conseil d’administration après cette date. Le juge émet une injonction permanente à leur encontre leur interdisant de se proclamer membres du conseil d’administration, dirigeants, membres ou porte-parole du Minuteman Projet, les obligeant à faire retirer de tous les sites internet ces fausses allégations, et, enfin, leur ordonnant de retourner au MMP tous les biens qui seraient en leur possession.
La décision confirme la position de Jim Gilchrist à la tête du Minuteman Project, Inc. et de l’organisation qui en prend la suite : le Jim Gilchrist Minuteman Project, Inc..

## Contrôle
Divers journalistes, l’American Civil Liberties Union (ACLU) et des observateurs de la Anti-Defamation League (ADL) se rendent également dans la zone de patrouille pour observer les volontaires des Minutemen au travail. En novembre 2006, l’ACLU publie un rapport détaillant la campagne du Minuteman Project et déclare qu’un grand nombre de journaux de la presse quotidienne « exagère follement » le nombre de volontaires qui participent effectivement aux opérations du groupe dans le sud de l’Arizona en avril 2005.
Les personnes affirmant former le conseil d’administration du Minuteman Projet ont affirmé avoir retiré la direction du groupe à Jim Gilchrist à cause de soupçons de fraude et de mauvaise gestion financière, mais un représentant du secrétaire d’État du Delaware a déclaré au Los Angeles Times que seul Jim Gilchrist pouvait faire ces changements. En mai 2007, Jim Gilchrist affirme dans un entretien : « Je suis le président et je l’ai toujours été. J’ai récupéré la société. J’en possède les droits sur le site internet, sur le compte en banque, sur tout. Nous sommes de retour dans la même position que nous étions avant le détournement ». Le juge Wilkinson a émis une décision provisoire interdisant aux membres du conseil d’administration de dépenser l’argent issu des dons au Minuteman Project jusqu’à ce que le procès contre Gilchrist soit résolu.

## Dans la culture populaire
- Le MMP apparaît dans l’épisode 3 de la saison 7 de la série télévisée américaine À la Maison-Blanche
- Doug Wilson apparaît en minuteman pour aider Andy Botwin dans la saison 4 de la série télévisée américaine Weeds
- Dans le film américain des frères Farrelly (2007) La Femme de ses rêves, des minutemen sont représentés arrêtant le personnage interprété par Ben Stiller tentant de « ré-entrer » aux États-unis
- Des minutemen sont dépeints en méchants dans le film de 2010 de Robert Rodriguez Machete.
- The Minutemen (2011) est un documentaire qui retrace l’histoire de sept minutemen vivant le long de la frontière américano-mexicaine
- Dans le jeu vidéo Grand Theft Auto V, un groupe d’activistes appelé « Civil Border Patrol » (CBP) contrôle la ville de Los Santos et le comté de Blaine pour les immigrants illégaux. Lors de missions impliquant la CBP figurent sur la carte, ils sont parfois dénommés « minutemen ».

### Vidéographie
- Documentaire « High Pointer », from Border Stories profiles the founder of the Campo Minutemen
- Long-métrage documentaire sur le détachement des Moutain Minutemen